# Blanc de Meudon
Pour l’article homonyme, voir Blanc (matériau).

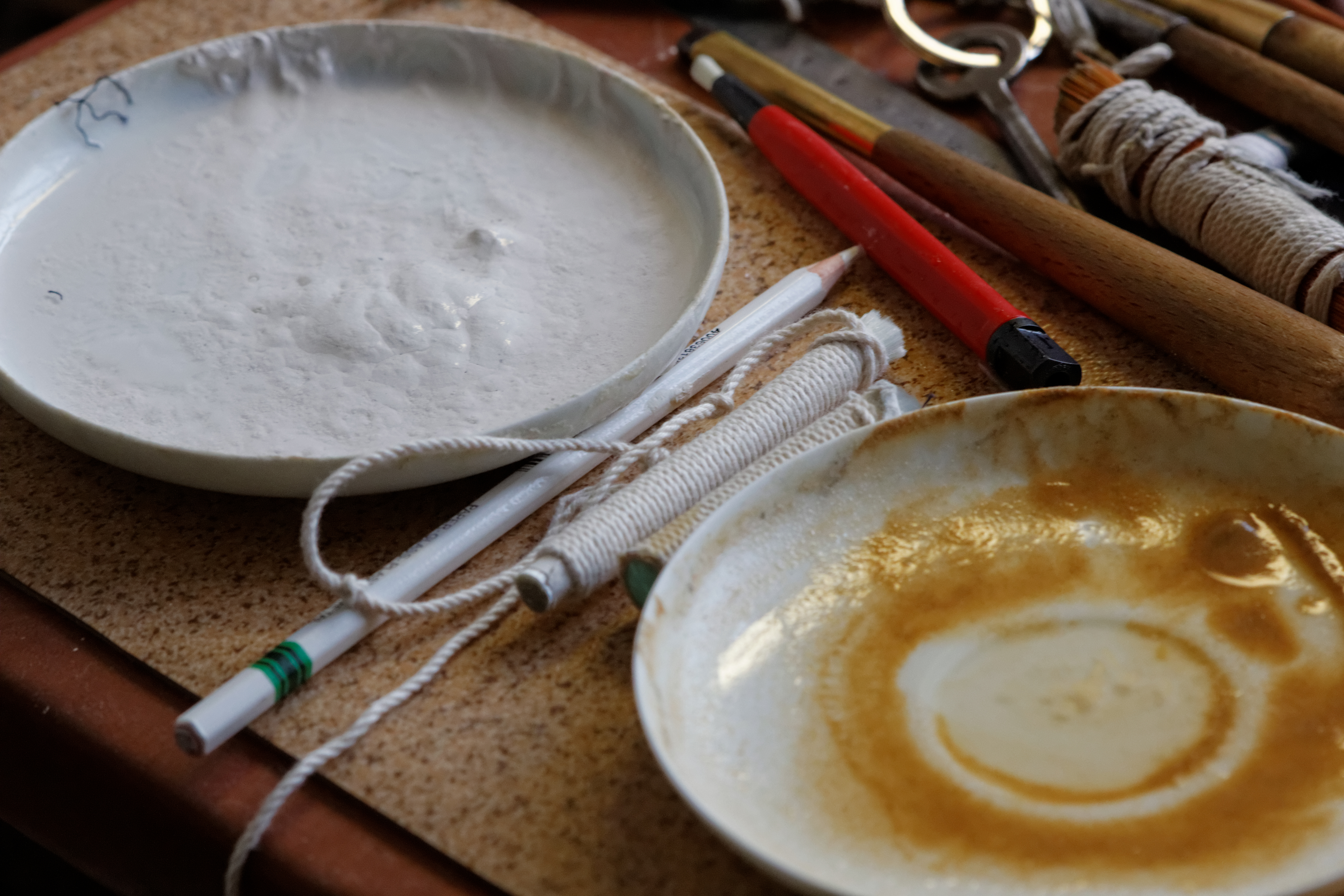
Blanc de Meudon dans une soucoupe, à l'atelier de brunissage de la Manufacture nationale de Sèvres.

Le blanc de Meudon (aussi appelé blanc de Toulouse, blanc de Troyes, blanc de Champagne, marne blanche, blanc de craie) est un blanc à base de craie (il était tiré autrefois des carrières de Meudon, près de Paris, en France - celles-ci ont fermé en 1925). C'est un calcaire argileux principalement composé de carbonate de calcium (90 %) et d'argile. Dans la nomenclature pigmentaire, il est intitulé PW18. 
Il est parfois vendu à tort sous le nom de « blanc d'Espagne » car un blanc de couleur semblable au véritable blanc d'Espagne était vendu autrefois. Cependant, leurs compositions diffèrent : le vrai blanc d'Espagne est quant à lui fait d'argile,. C'est pourquoi le blanc de Meudon ne peut être utilisé pour le mastic des vitres. Les vitriers utilisent pour cela du vrai blanc d'Espagne dilué dans de l'huile de lin.
Le blanc de Meudon peut être utilisé :
- en peinture, il sert de base pour la fabrication du gesso, utilisé en apprêt en raison de ses propriétés d'absorption ; il constitue aussi la charge la plus fréquemment utilisée dans la fabrication des gouaches et dans la formulation plus large de nombreuses peintures du commerce ; c'est un agent matant courant ;
- en gravure, il est utilisé à sec, pour nettoyer les encres grasses laissées sur les presses par les matrices après leur passage. Mélangé à du vinaigre, il permet de retirer les traces de « Miror » — ou autres matières grasses comme la transpiration des doigts qui laissent des empreintes —, produit utilisé pour polir les plaques de zinc ou de cuivre, avant de les graver (pointe sèche) ou de les enduire de vernis (eau-forte) ou de résine (aquatinte) ;
- en dorure à l'eau, aussi dite "à la détrempe", le blanc de Meudon est la charge principale pour la réalisation d'apprêts sur un support bois. Il est mélangé avec de la colle de peau de lapin (sous forme liquide) et est appliqué par couches successives sur la surface, avec une brosse en soie de porc, afin de créer une surface onctueuse et aura pour principe de boucher les pores du bois. Ce qui donnera une surface lisse sous la feuille d'or, par la suite. C'est dans cette charge sèche, qu'avec des fers à reparer, le doreur vient « graver » des motifs, des jeux de fond et vient créer un décor, pour donner du mouvement, de la vibration à son objet ;
- en laque européenne, il est utilisé pour la réalisation d'apprêts, comme en dorure. Les apprêts, appliqués avec un pinceau à pocher et un couteau à enduire, sont ensuite poncés afin d'être lissés, pour recevoir les couches de pigment et de vernis.

Le blanc de Meudon peut être aussi utilisé, encore une fois, avec de la colle de peau de lapin, mais cette fois sous forme de pâte. Dans cette pâte, un peu de papier de soie peut y être ajouté afin de créer une armature, celle-ci sera  utilisée dès le règne de Napoléon Bonaparte, sous l'Empire (1800-1815). Avant l'utilisation de cette pâte, les ornements étaient sculptés, mais pour un travail où l'ornementation se répète à intervalles réguliers, où l’exécution doit être parfaite et d'une grande élégance, ce système est opté pour sa technique plus rapide et moins coûteuse que la sculpture sur bois. Cette technique est réservée aux cadres, à partir du moment où un mobilier est doré, il est obligatoirement sculpté.
- en usage domestique, il peut être utilisé comme produit d'entretien : il fait briller des surfaces comme le cuivre, l’étain, l’argenterie, les menuiseries métalliques, le laiton, le verre, l’inox, la faïence, le plastique et les plaques vitrocéramiques.
- enfin, il sert également à blanchir intégralement les vitrines pendant une période de travaux, mais aussi les décorer pendant les fêtes de Noël par exemple.

## Blanc de Troyes
Le blanc de Troyes est extrait des carrières de l'Aube à Virloup. Il est plus blanc et plus compact que le blanc de Meudon. On peut faire du mastic avec le blanc de Troyes en le mélangeant avec de l'huile de lin et du siccatif.